# Kisses on the Bottom
Kisses on the Bottom é o décimo quinto álbum de estúdio solo de Paul McCartney, composto principalmente de covers de música pop tradicional e jazz. Lançado em fevereiro de 2012 pelo selo Hear Music da Starbucks, foi o primeiro álbum de estúdio de McCartney desde Memory Almost Full (2007). O álbum foi produzido por Tommy LiPuma e inclui apenas duas composições autorais de McCartney: "My Valentine" e "Only Our Hearts". A primeira conta com a participação do baterista de jazz Karriem Riggins. Kisses on the Bottom alcançou o terceiro lugar na parada de álbuns do Reino Unido e o quinto lugar na Billboard 200 dos Estados Unidos, além de estar no topo da parada de álbuns de jazz da revista Billboard.
Além do lançamento padrão, o álbum foi disponibilizado em uma edição de luxo, que acrescentou as músicas "Baby's Request" — escrita por McCartney e originalmente gravada pelo Wings em seu álbum de 1979, Back to the Egg — e outro cover, "My One and Only Love". Em novembro de 2012, uma edição ampliada de Kisses on the Bottom, com o subtítulo Complete Kisses, foi lançada exclusivamente na loja do iTunes. O lançamento final apresenta o álbum de 14 faixas com quatro faixas bônus e a apresentação completa do iTunes Live from Capitol Studios.

## História e gravação
Um ano antes da gravação do álbum, o produtor de jazz Tommy LiPuma e um tecladista não identificado testaram algumas ideias durante cinco dias com Paul McCartney no estúdio caseiro do cantor em East Sussex. Apresentando apenas vocais e piano, o trio "colocou cerca de 15 a 20 músicas na fita", para ver quais faixas funcionariam. Por volta dessa época, músicas inéditas de McCartney foram gravadas com a ajuda do engenheiro Geoff Emerick. As músicas com as quais McCartney trabalharia foram votadas democraticamente; McCartney comentou: "Peguei algumas [músicas] de minhas lembranças, de quando eu era criança e cantávamos em família, o que foi a inspiração original para toda a ideia, e disse a Tom: 'Vamos dar uma olhada nessas. Esse é o tipo de época que eu quero ver'. O próprio Tommy sugeriu algumas; uma garota do meu escritório; [...] Diana [Krall] sugeriu algumas. Depois, toquei para o Tommy algumas que eu havia escrito e ele disse: 'Nossa, essa é uma ótima ideia', então selecionamos algumas delas. [...] Todos nós fizemos sugestões e levamos todas elas para o estúdio."
Um arranjo musical alternativo de "My Valentine" foi gravado, juntamente com remakes de canções anteriores de McCartney, as quais foram "Baby's Request" e "Goodnight Princess". A versão de "My Valentine" gravada durante as sessões do álbum, bem como a versão vocal original de 1983, permanecem inéditas. "My Valentine" foi arranjada por Alan Broadbent, que relembrou seu trabalho com McCartney no livro Paul McCartney: Recording Sessions (1969-2013), falando sobre as ideias que McCartney lhe ofereceu para o arranjo. Algumas músicas eram da infância de McCartney, em que seu pai, Jim, tocava com frequência no piano da família. A maioria das músicas foi tocada com base nas partituras, com LiPuma comentando que "Pedíamos a alguém que escrevesse uma partitura de acordes para nós, e então íamos lá e descobríamos no dia". LiPuma acrescentou que McCartney não desconhecia a forma de gravação do grupo e relatou que McCartney disse: "Adoro isso. Isso me lembra a maneira como costumávamos gravar os Beatles. John [Lennon] e eu escrevíamos uma música, tínhamos um encontro marcado no Abbey Road, e nem George Martin, George Harrison ou Ringo [Starr] sabiam do que se tratavam as músicas. Eles resolviam isso ali mesmo na sala".
O álbum foi gravado durante todo o ano de 2011 no Capitol Studios e no Avatar Studios. O título do álbum vem da faixa principal "I'm Gonna Sit Right Down and Write Myself a Letter", originalmente um sucesso de Fats Waller em 1935. Nas notas do encarte do álbum, McCartney comentou: "Trabalhei com Diana Krall e grandes músicos de jazz como John Clayton. Esse é um álbum muito terno, muito íntimo. Esse é um álbum que você ouve em casa depois do trabalho, com uma taça de vinho ou uma xícara de chá." O disco foi dirigido por LiPuma, que já havia trabalhado com Miles Davis e Barbra Streisand, entre outros. O álbum é composto principalmente de standards, com dois originais escritos no mesmo estilo ("My Valentine" e "Only Our Hearts"). A primeira música lançada do álbum foi "My Valentine", composta por McCartney e com a participação de Eric Clapton no violão. Stevie Wonder toca gaita em "Only Our Hearts". McCartney toca violão em "Get Yourself Another Fool" e "The Inch Worm", mas, fora isso, contribui apenas com os vocais.

## Faixas
Apenas as músicas "My Valentine" e "Only Our Hearths" foram compostas por Paul McCartney.
1. "I'm Gonna Sit Right Down and Write Myself a Letter" (Fred E. Ahlert/Joe Young) - 2:36
2. "Home (When Shadows Fall)" (Peter van Steeden/Jeff Clarkson/Harry Clarkson) - 4:04
3. "It's Only a Paper Moon" (Harold Arlen/E. Y. Harburg/Billy Rose) - 2:35
4. "More I Cannot Wish You"  (Frank Loesser) - 3:03
5. "The Glory of Love" (Billy Hill) - 3:45
6. "We Three (My Echo, My Shadow and Me)" (Sammy Mysels/Dick Robertson/Nelson Cogane) - 3:22
7. "Ac-Cent-Tchu-Ate the Positive" (Arlen/Johnny Mercer) - 2:31
8. "My Valentine"  (Paul McCartney) - 3:14
9. "Always" (Irving Berlin) - 3:49
10. "My Very Good Friend the Milkman" (Harold Spina/Johnny Burke) - 3:04
11. "Bye Bye Blackbird" (Ray Henderson/Mort Dixon) - 4:26
12. "Get Yourself Another Fool" (Haywood Henry/Tucker) - 4:42
13. "The Inch Worm" (Loesser) - 3:42
14. "Only Our Hearts" (McCartney) - 4:21